# Flemingsbergs industriområde

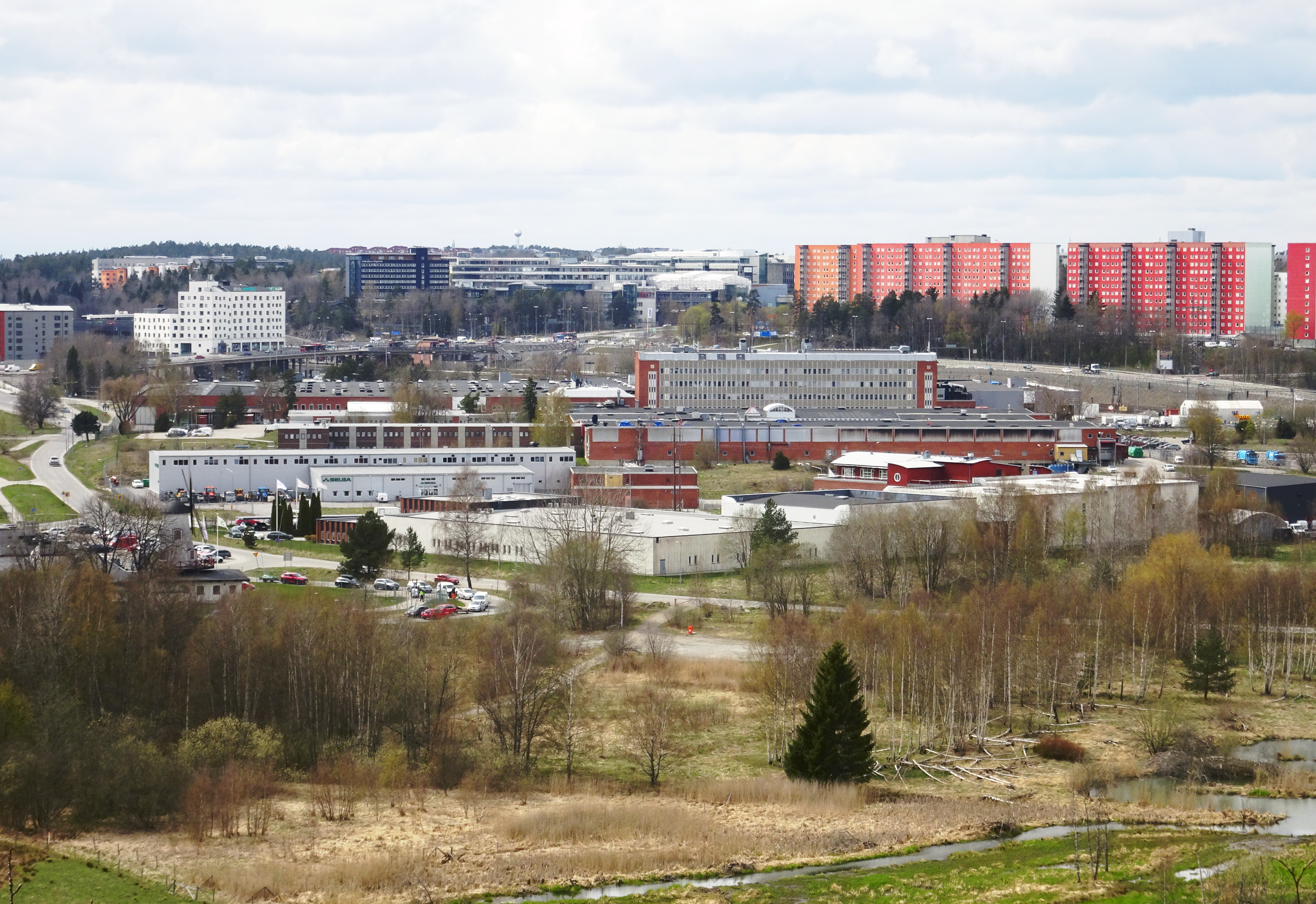
Flemingsbergs industriområde sett från Solgårds fornborg, maj 2021. I bakgrunden syns Grantorps färgglada bostadshus från 1970-talet, i förgrunden skymtar en del av Flemingsbergsvikens våtmarksanläggning.

Flemingsbergs industriområde ligger i kommundelen Flemingsberg i Huddinge kommun, omkring 800 meter nordost om Flemingsbergs station. Industriområdet anlades i början av 1960-talet och utökades kontinuerligt fram till idag. För närvarande arbetar kommunen med en ny detaljplan som skall ge plats åt Kungliga Operans och Kungliga Dramatiska Teaterns verksamheter som för närvarande finns vid Gäddviken i Nacka. Inom ramen för kommunens framtidsvision: ”Flemingsberg – där kunskap och kreativitet möts i södra Stockholm” kommer Flemingsbergs industriområde fram till år 2050 att utvecklas till en blandstad med fokus på bostäder.

## Historik

### Stadsplanen

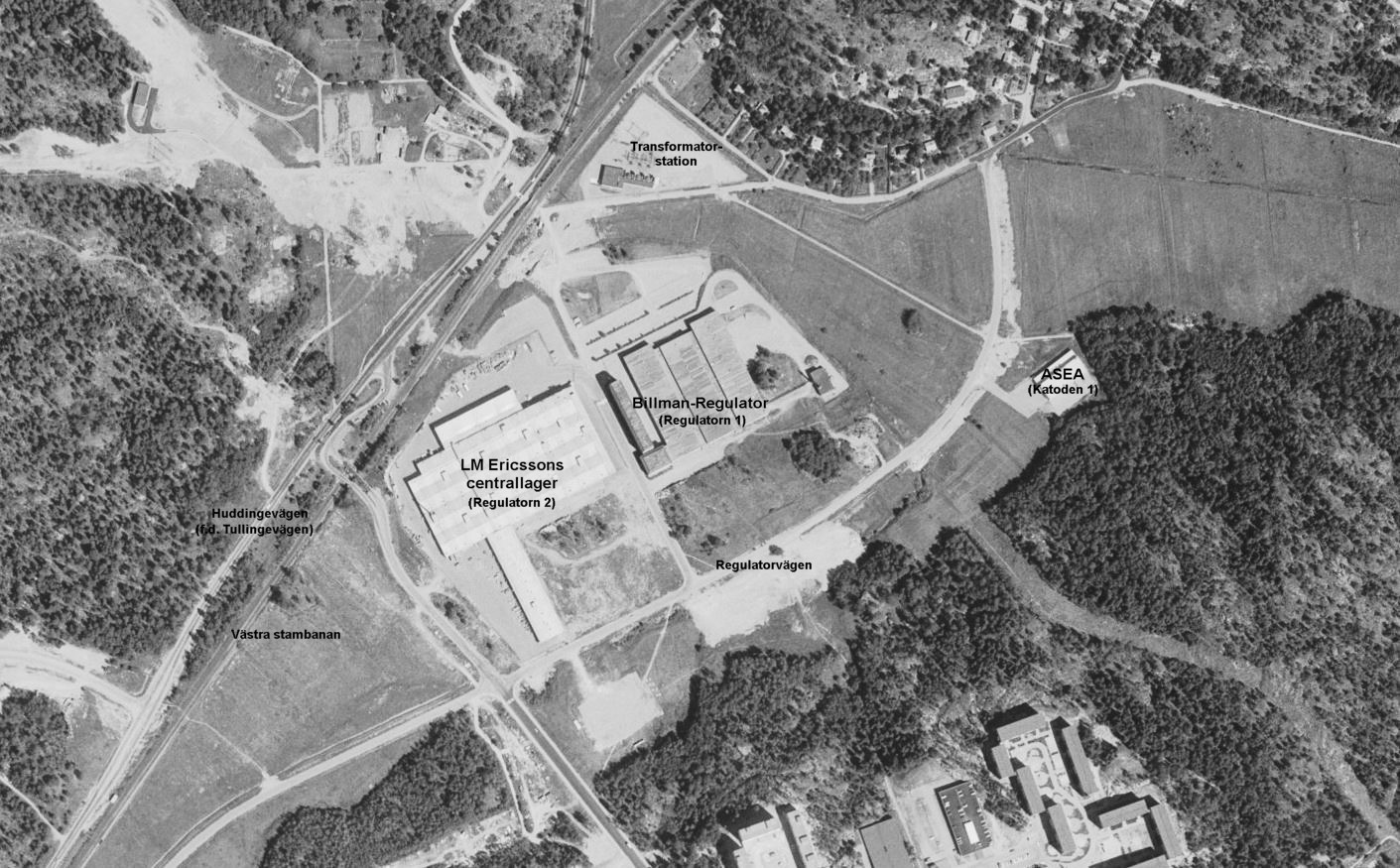
Området i slutet av 1960-talet.

Den första stadsplanen för Flemingsbergs industriområde fastställdes i november 1961 och avsåg en areal om 543 000m². Området var obebyggt och begränsades av Huddingevägen och Västra stambanan i väster, av Flemingsbergsvikens dalgång i norr samt av skogs- och ängsmakt i öster och söder. Marken är gammal sjöbotten efter sjön Orlången och bebyggelsen krävde omfattande grundförstärkningar.
De första tre företag som etablerade sig här var Billman-Regulator AB, LM Ericsson och ASEA. De påverkade genom sin till elektricitet relaterade verksamhet även namngivning av kvarter och gator. Namnen på kvarter och lokalgator blev Regulatorn, Anoden, Katoden, Batteriet och Ackumulatorn respektive Jonvägen, Elektronvägen och Regulatorvägen. 
På kvarteret Transformatorn byggde kommunen en transformatorstation. Regulatorvägen blev huvudgatan som sträcker sig diagonalt genom hela området. Sydost om Regulatorvägen ligger ett band med mindre industritomter och på nordvästra sidan bildades de båda stora fastigheterna Regulatorn 1 och 2. Någon anslutning till Västra stambanan förutsattes inte i stadsplanen trots närheten.

## Verksamhet

### Regulatorn 1

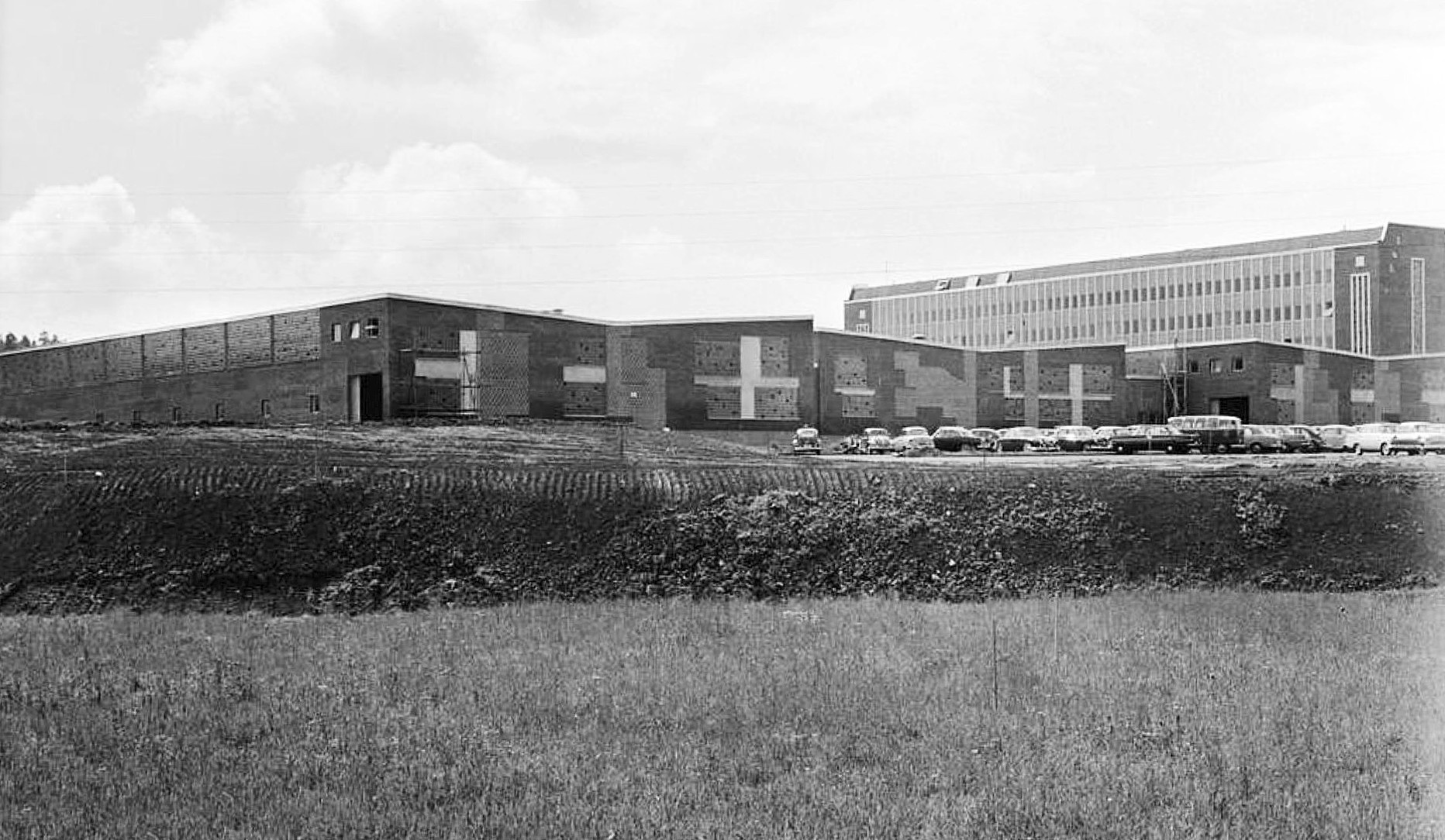
Anläggningen under uppförande 1963.

Först på plats var Billman-Regulators fabriksanläggning som uppfördes 1962–1964 på Regulatorn 1. På den 70 000 m² stora tomten byggdes i en första etapp en kontorsbyggnad i sex plan och tre verkstadshallar i ett plan med sammanlagd 24 000 m² golvyta. För utformningen engagerades den vid tiden ofta anlitade industrihusarkitekten Karl G.H. Karlsson. Anläggningen utökades under årens lopp med ytterligare byggnader. Billman-Regulator var kvar till 1970 och verksamheten övertogs efter ett antal fusioner av tyska Siemens AG division Buildings Technologies. 2009 lades verksamheten ner och fastigheten byggdes om för flera mindre företag. Den 1 november 2018 förvärvade Fabege fastigheten Regulatorn 1 tillsammans med Batteriet 3 och 4.
För norra delen av Regulatorn 1 upprättar kommunen för närvarande (2020) en ny detaljplan som skall ge plats åt Kungliga Operans och Kungliga Dramatiska Teaterns verksamhet som för närvarande finns vid Gäddviken i Nacka. I en planerad byggnad skall bland annat inrymmas Operans repetitionslokaler, båda Operans och Dramatens samtliga verkstäder och ateljéer för dekortillverkning. Ambitionen är även att det skall finnas möjlighet att ta emot publik i de repetitionslokaler som byggs och att finnas utrymme för guidade visningar och studiebesök.

### Regulatorn 2

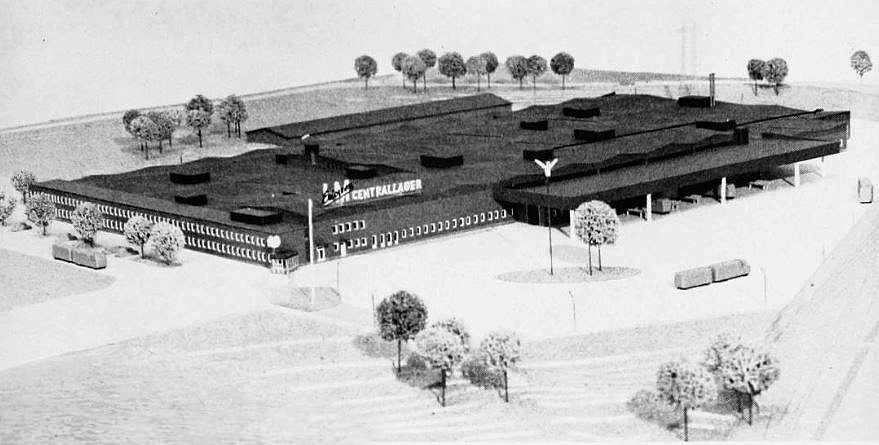
Centrallagret modell 1965.

På den 63 000 m² stora industritomten Regulatorn 2, granne till Billman-Regulator, lät LM Ericsson bygga ett nytt centrallager som blev inflyttningsklar 1967. Till arkitekt anlitades Sven E. Trägårdh som ritade ett centrallager i två plan med yttermått 185 x 96 meter. Till anläggningen hörde även ett kontor i två plan samt kallförråd och garage. Projektets första del kostnadsberäknades till 21 miljoner kronor.
Det följde flera utbyggnadsetapper, den sista 1996. Ericsson var kvar i Flemingsbergs industriområde fram till år 2009. Därefter utfördes ombyggnader som syftade till att dela upp den stora lokalen i flera mindre för olika företag. Industrifastigheten Regulatorn 2 förvärvades av Fabege i augusti 2020.

### Katoden 1
På fastigheten Katoden 1 lät ASEA bygga en verkstadslokal som stod färdig 1967. År 1984 följde en om- och tillbyggnad för bageriföretaget Anderson Bakery. Företaget lät 1997 uppföra en originell kontorsbyggnad närmast Regulatorvägen. På kontorstaket placerades en väderkvarn (en attrapp i nästan naturlig storlek) som blivit ett pittoreskt inslag i stadsbilden. I november 2017 övertogs anläggningen av storbageriet Lantmännen Unibake. Här bakas över 100 000 baguetter per dygn av 30 anställda.

### Övrig verksamhet
Idag (2021) finns en lång rad verksamheter av olika storlek och omfattning inom området, varav merparten utgörs av små industrier bland annat bilservice, distributionslager och mindre tillverkningsindustrier. Bland större företag och verksamheter märks storbageriet Lantmännen Unibake, Strömberg Distribution, elgrossisten Selga, bilverkstaden Mekonomen, bilglasverkstaden Carglass, LKAB Wassara, Engelska skolan, Klippans gymnasium, Yrkesgymnasiet och Arbetarrörelsens arkiv och bibliotek. I industriområdets södra del på kvarteret Ackumulatorn ligger ett industri- och hantverkshus och längst i norr på kvarteret Katoden en återvinningscentral.

### Bilder

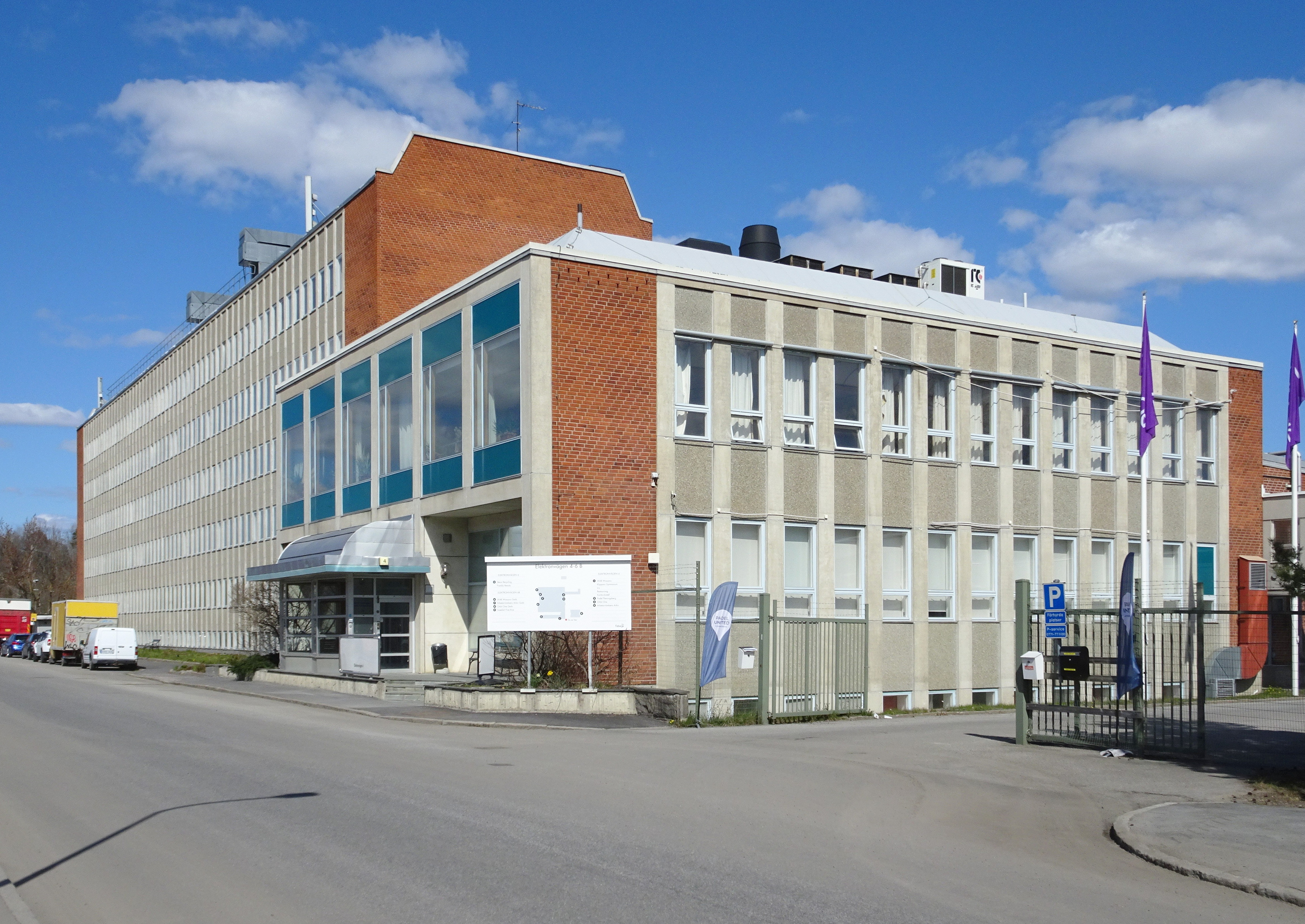
Billmans före detta kontor (Regulatorn 1)
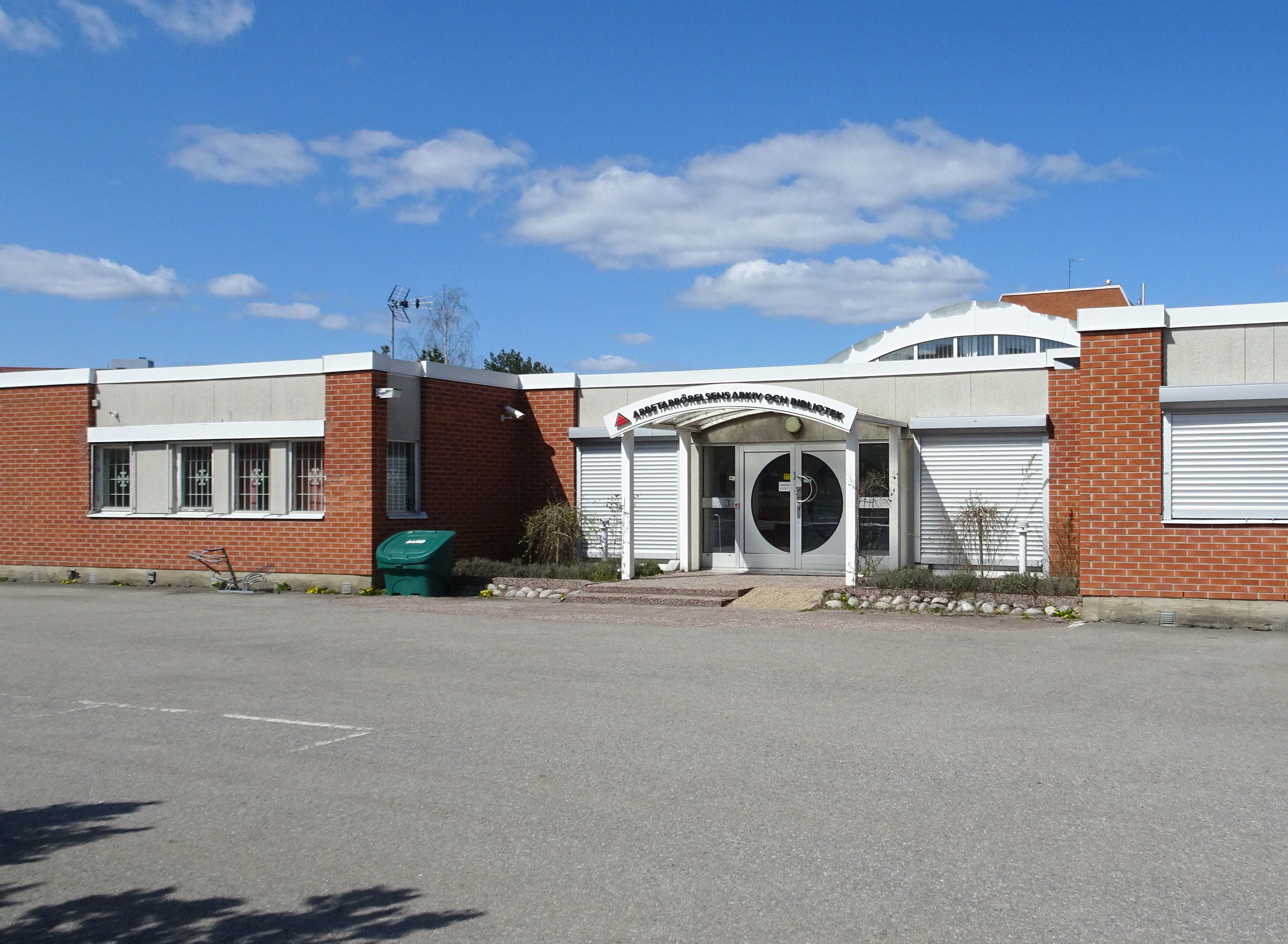
Arbetarrörelsens arkiv och bibliotek (Regulatorn 1)
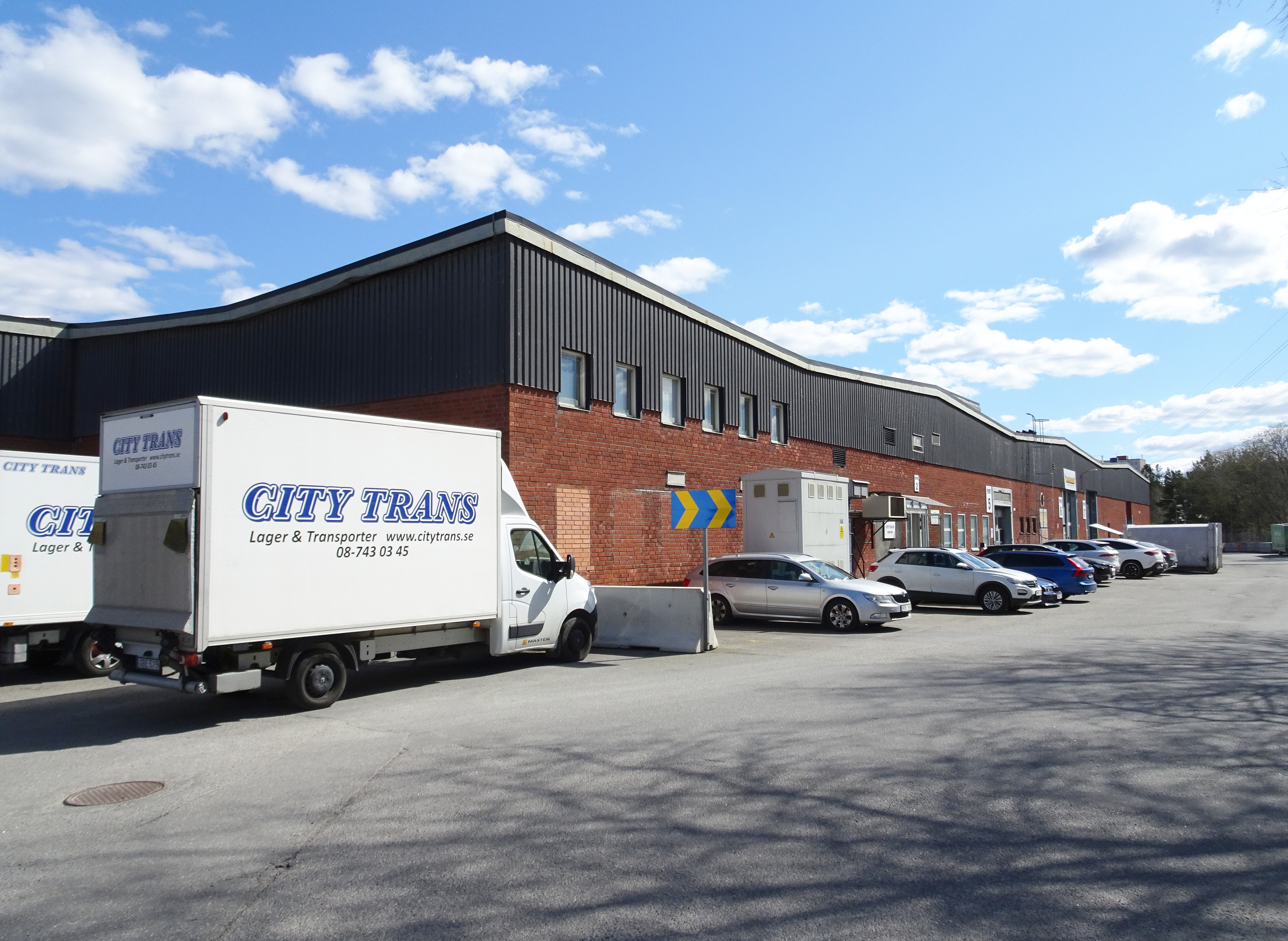
LM Ericssons före detta centrallager (Regulatorn 2)
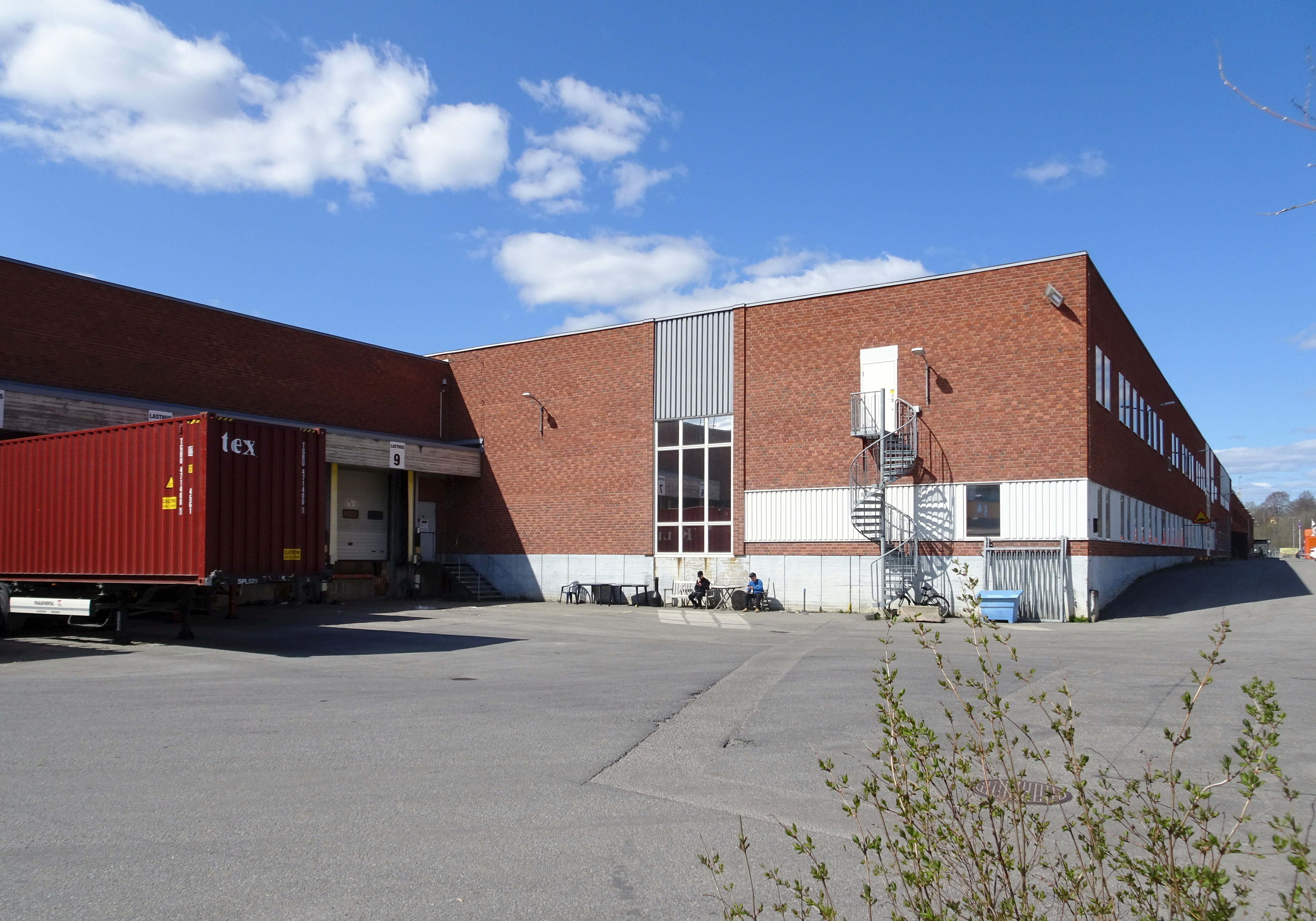
LM Ericssons före detta centrallager (Regulatorn 2)

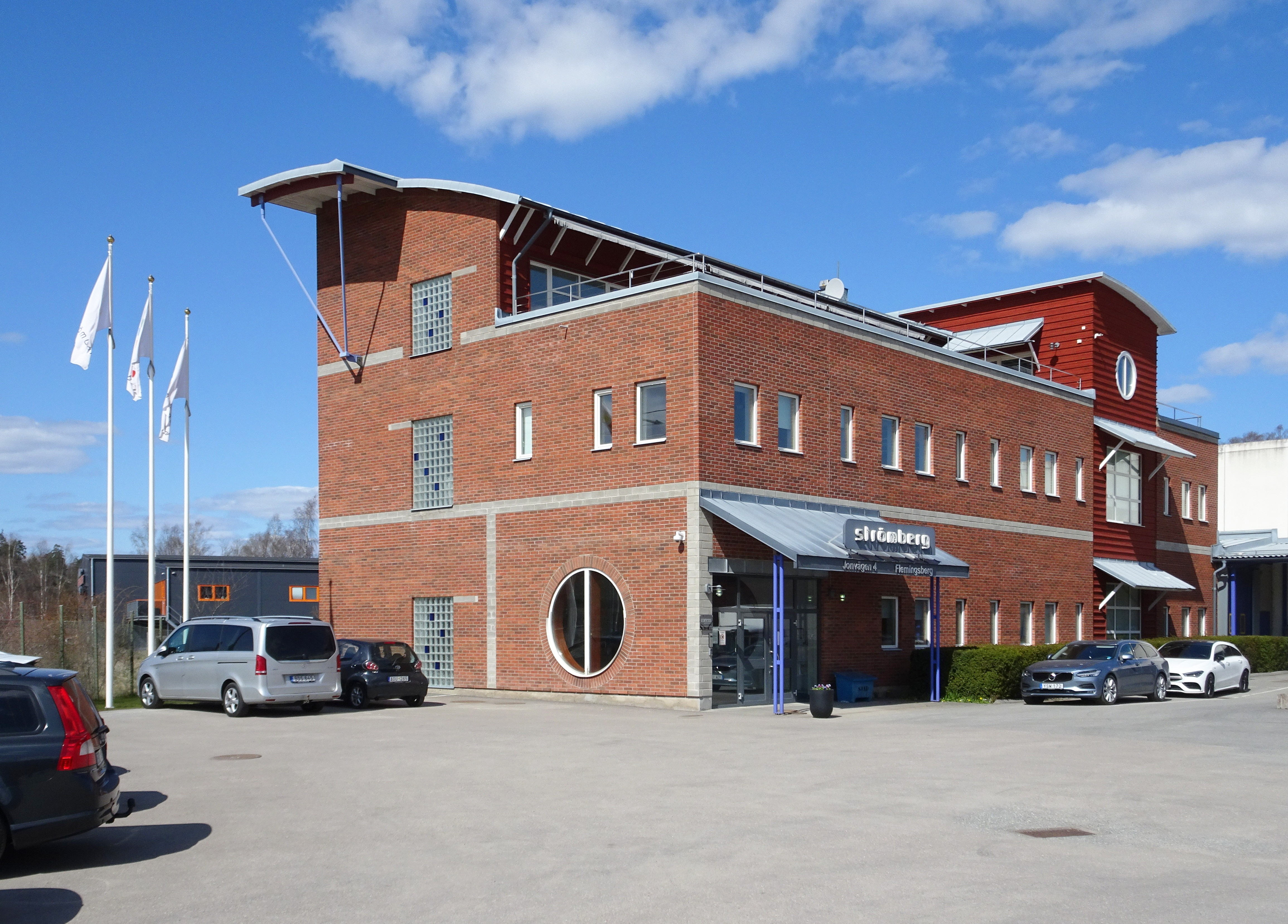
Strömberg Distribution (Anoden 2)
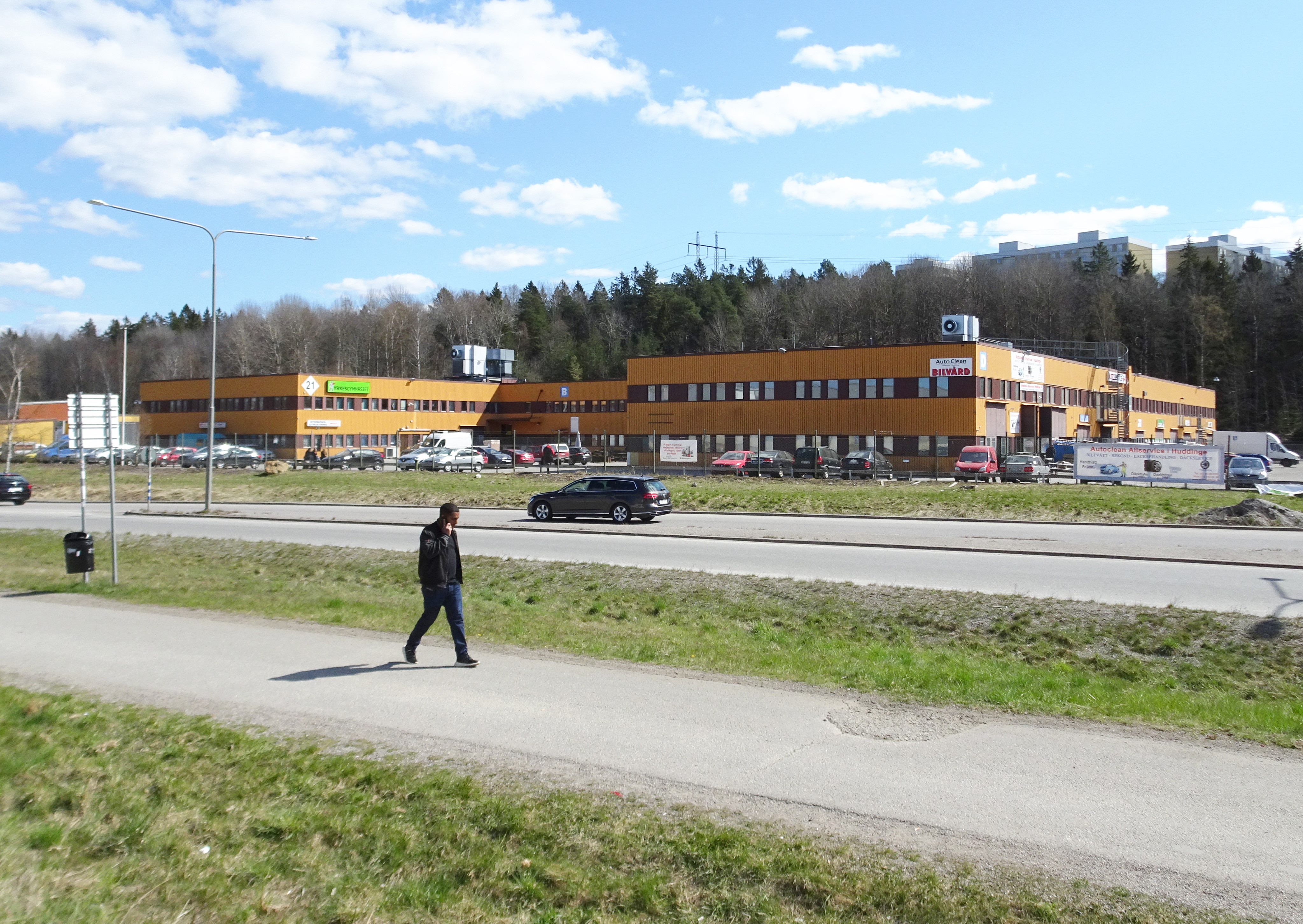
Industri- och hantverkshuset (Ackumulatorn 1)
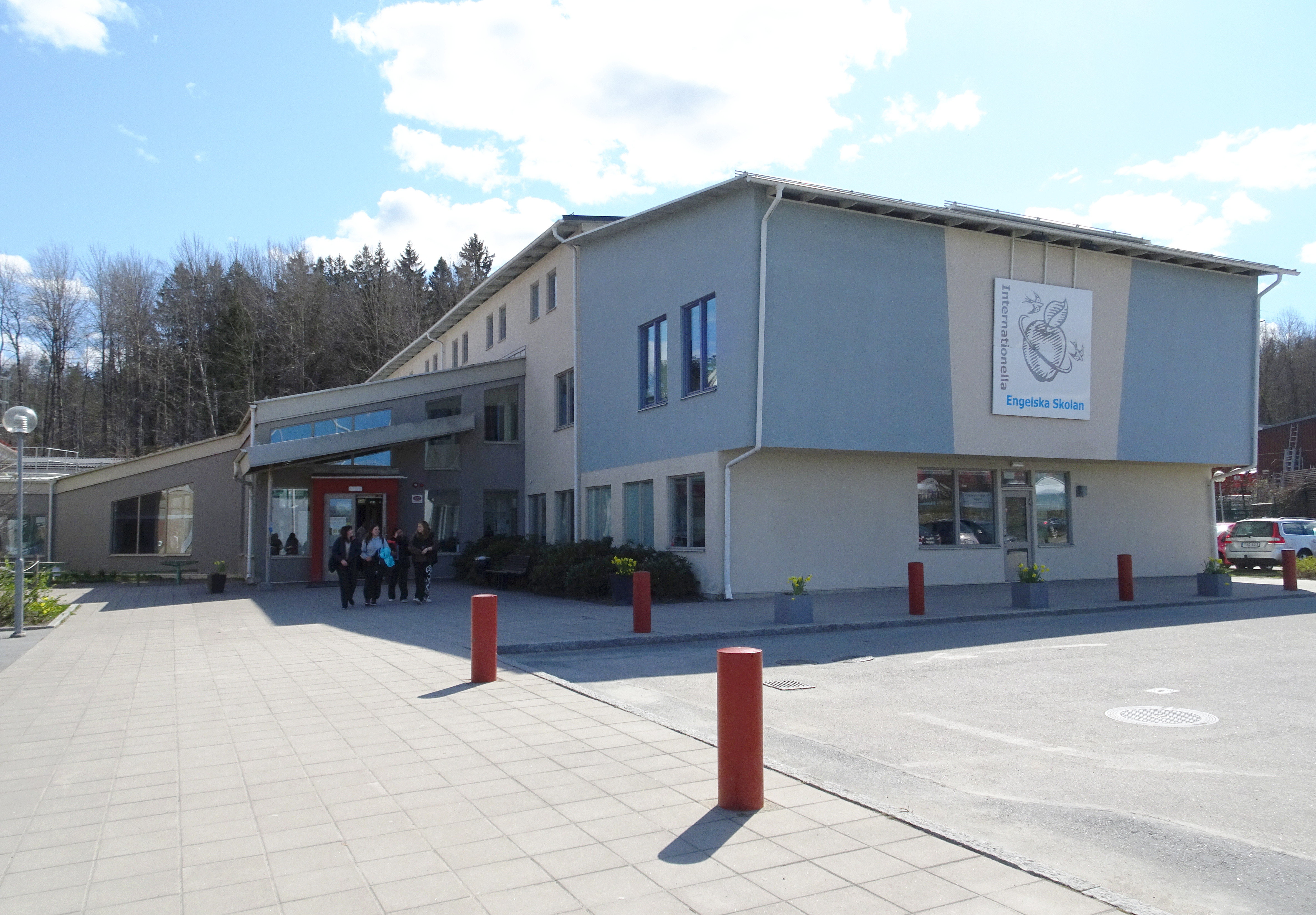
Engelska skolan (Batteriet 6)
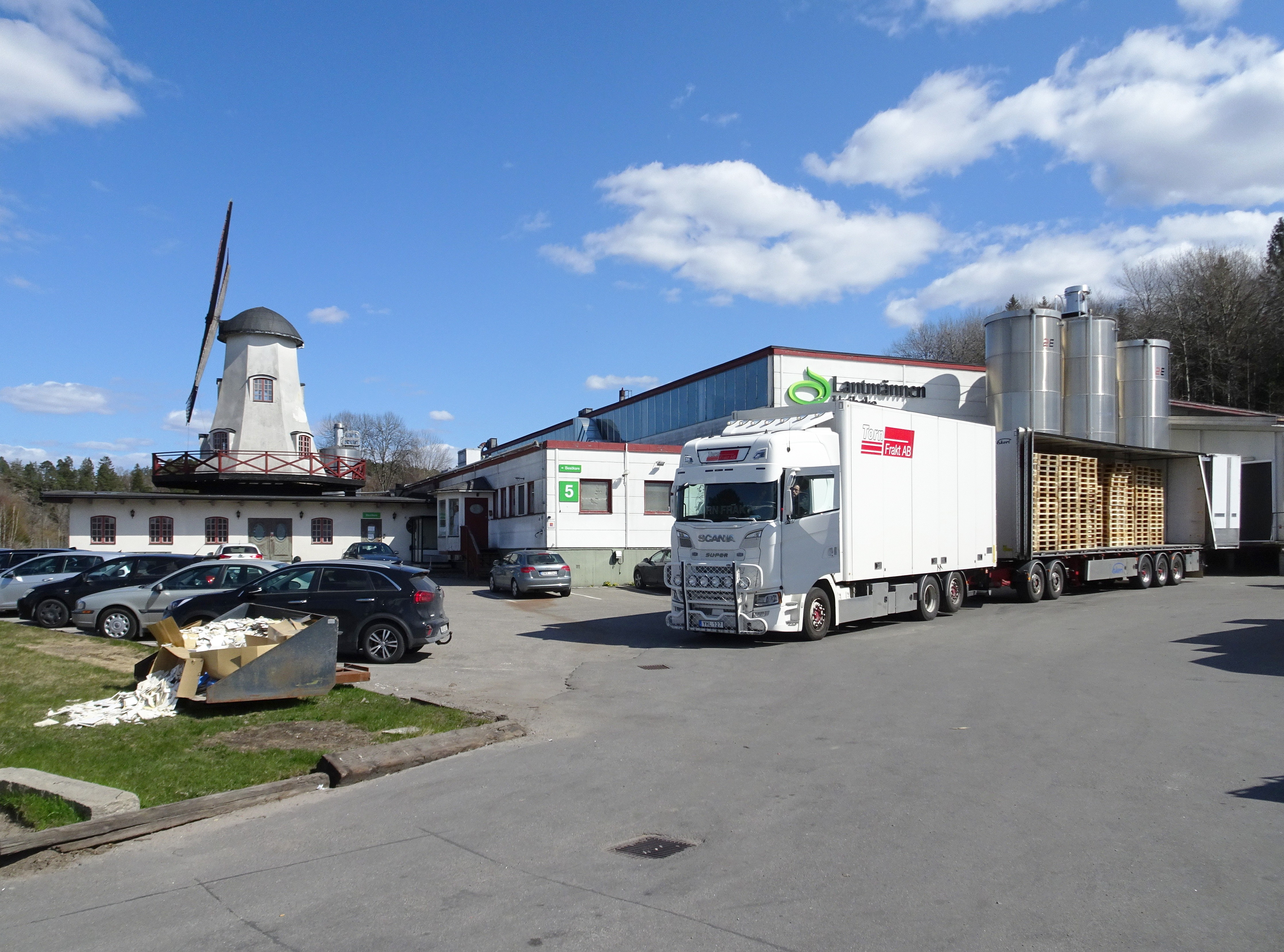
Lantmännen Unibake (Katoden 1)

## Framtidsvisioner
I februari 2018 antog Huddinge kommun ett utvecklingsprogram för Flemingsberg och Flemingsbergsdalen, Flemingsberg 2050 – där kunskap och kreativitet möts i södra Stockholm. Utvecklingsprogrammet är framtaget tillsammans med Botkyrka kommun och Stockholms läns landsting och ger en bild av hur den regionala stadskärnan Flemingsberg skall utvecklas fram till år 2050. Ett av målen i utvecklingsprogrammet är att skapa ett stadscentrum i Flemingsberg. Det betyder även att Flemingsbergs industriområde på sikt kommer att förvandlas till en blandstad med fokus på bostäder.